# سرعت گری
سرعت گری (به انگلیسی: The Velocity of Gary) فیلمی محصول سال ۱۹۹۸ و به کارگردانی دن آیرلند است. در این فیلم بازیگرانی همچون وینسنت دن آفریو، سلما هایک، توماس جین، اولیویا دابو، ایثن هاک و چاد لیندبرگ ایفای نقش کرده‌اند.

## چکیده داستان
گری (نه نام واقعی او که هرگز فاش نمی‌شود) یک شلوغ کار است که در خیابان‌های شهر نیویورک راه می‌رود و به دنبال کسب و کار است. در راه، او کید جوی، دوجنسه ناشنوای جوان را که تازه‌وارد نیویورک شده بود، از گروهی از باشرهای همجنس‌گرا نجات می‌دهد، اما پس از آن پشیمان می‌شود زیرا کید جوی شیفته گری می‌شود و همه جا او را دنبال می‌کند. گری او را به دوستانش معرفی می‌کند: والنتینو، ستاره پورن سابق، و مری کارمن، لاتینا که به عنوان پیشخدمت دونات فروشی کار می‌کند و عاشق والنتینو است که مدتی است با او زندگی می‌کند. آنها با هم یک خانواده کولی تشکیل می‌دهند که شامل ورونیکا، یک ستاره پورن هنوز فعال، و نات، هنرمند خالکوبی است. گری همچنین عاشق والنتینو است که بر اثر ایدز در حال مرگ است. در یک دوره کارآموزی پیشگیری از بیماریها، مری کارمن و گری بر سر اینکه چه نوع مراقبت درمانی باید پس از ابتلا دریافت کنند، و چه کسی از آنها مراقبت درمانی خواهد کرد؛ با هم بحث می‌کنند. در حالی که والنتینو مشرف به مرگ است، مری کارمن می‌فهمد که از والنتینو آبستن شده‌است. این سه تن خود و روابطشان با یکدیگر را می‌سنجند.